# Boopis necronensis
Boopis necronensis är en calyceraväxtart som beskrevs av Zav.-gallo, S.Denham och Pozner. Boopis necronensis ingår i släktet Boopis och familjen calyceraväxter. Inga underarter finns listade i Catalogue of Life.